# Вінко Радич
Вінко Радич (хорв. Vinko Radić, нар. 2 листопада 1898, Спліт  — пом. 9 жовтня 1945, там само) —  югославський футболіст, що грав на позиції лівого крайнього нападника. Відомий виступами за клуб «Хайдук», а також національну збірну Югославії. Дворазовий  чемпіон Югославії. 

## Клубна кар'єра
Дебютував у офіційному матчі в складі «Хайдука» 18 квітня 1920 року у матчі чемпіонату Спліта проти «Юга» (0:1). Виступав у команді до 1929 року. Був одним з провідних гравців клубу разом з такими футболістами, як Мирослав Дешкович, Янко Родін, Отмар Гаццарі, Миховил Боровчич Курир, Любомир Бенчич, Мірко Боначич, Антун Боначич, Шиме Подує, Велько Подує, Лео Лемешич, що протягом багатьох років складали стабільний кістяк команди. Багаторазовий чемпіон футбольної асоціації Спліта. 
В 1927 році здобув з командою перший титул чемпіона Югославії. В коротко-тривалому турнірі для шести учасників «Хайдук» на два очка випередив белградський БСК. Югославська преса назвала Радича одним з найкращих гравців тих змагань. Вінко зіграв у всіх п'яти матчах турніру і забив по два голи у ворота обох головних конкурентів «Хайдука»  —  БСК і ХАШКа. По завершенні сезону чемпіон отримав можливість зіграти у новоствореному міжнародному турнірі для провідних клубів Центральної Європи – Кубку Мітропи. У першому раунді змагань «Хайдук» двічі поступився віденському «Рапіду» (1:8, 0:1). 
Ще одну перемогу у чемпіонаті «Хайдук» здобув у першості 1929 року. На той момент Радич уже не часто виходив на поле у складі команди і у підсумку зіграв лише у одному  матчі тих змагань. Ще двічі футболіст був срібним призером чемпіонату у 1924 і 1928 роках. 
Загалом у складі «Хайдука» зіграв у 1920–1929  роках 283 матчі і забив 96 м'ячів. Серед них 20 матчів і 6 голів у чемпіонаті Югославії, 33 матчі і 21 гол у чемпіонаті Спліта, 2 матчі у Кубку Мітропи, 7 матчів і 3 голи у Кубку югославської федерації, 221 матч і 66 голів у інших турнірах і товариських іграх. 

## Виступи за збірну
1924 року дебютував в офіційних матчах у складі національної збірної Югославії у грі проти Чехословаччини (0:2). Це був унікальний матч, у якому за збірну зіграли 10 гравців «Хайдука», лише воротар Драгутин Фридрих представляв загребський ХАШК (провідним воротарем «Хайдука» у той час був італієць Отмар Гаццарі). Загалом зіграв за збірну лише три матчі. У ті часи югославська збірна проводила порівняно невелику кількість матчів, а до її складу частіше викликали представників Загреба і Белграда, ніж гравців з провінцій. 
Виступав у складі збірної Спліта. Зокрема, у 1924 і 1925 роках у складі збірної міста (до якої, щоправда, входили лише представники «Хайдука») ставав срібним призером Кубка короля Олександра, турніру для збірних найбільших міст Югославії.
| Дата       | Місто   | Господарі      | Результат | Гості          | Турнір           | Голи | Примітки |
| ---------- | ------- | -------------- | --------- | -------------- | ---------------- | ---- | -------- |
| 28.09.1924 | Загреб  | Югославія      | 0 – 2     | Чехословаччина | товариський матч | -    |          |
| 28.10.1925 | Прага   | Чехословаччина | 7 – 0     | Югославія      | товариський матч | -    |          |
| 31.07.1927 | Белград | Югославія      | 1 – 1     | Чехословаччина | товариський матч | -    |          |
| Усього     |         | Матчів         | 3         |                | Голів            | 0    |          |

### Статистика виступів у кубку Мітропи
| №                      | Розіграш               | Стадія                 | Дата та місце проведення | Команда 1              | Рахунок | Команда 2      | Голи |
| ---------------------- | ---------------------- | ---------------------- | ------------------------ | ---------------------- | ------- | -------------- | ---- |
| 1                      | 1927                   | 1/4                    | 14.08.1927 Відень        | Рапід (Відень)         | 8:1     | Хайдук (Спліт) |      |
| 2                      | 1927                   | 1/4                    | 21.08.1927 Спліт         | Хайдук (Спліт)         | 0:1     | Рапід (Відень) |      |
| Всього у кубку Мітропи | Всього у кубку Мітропи | Всього у кубку Мітропи | Всього у кубку Мітропи   | Всього у кубку Мітропи | 2       |                | 0    |

## Трофеї і досягнення
- Чемпіон Югославії: 1927, 1929;
- Срібний призер чемпіонату Югославії: 1924, 1928;
- Чемпіон футбольної асоціації Спліта[3]: 1920-21, 1921-22, 1922-23, 1923-24, 1924-25, 1926 (в), 1927 (в), 1927 (о), 1928;
- Срібний призер Кубка короля Олександра: 1924, 1925